# WinCC
WinCC (Windows Control Center) ist ein PC-basiertes Prozessvisualisierungssystem des Unternehmens Siemens. Es wird als eigenständiges SCADA-System oder als Mensch-Maschine-Schnittstelle für Prozessleitsysteme wie SIMATIC PCS 7 eingesetzt. Ein erster Prototyp und grundlegende Konzepte wurden 1993 erstellt, ab 1996 wurde die Software im deutschsprachigen Raum breit vermarktet.

## Produktmerkmale
Das Visualisierungssystem ist modular aufgebaut und ermöglicht die Überwachung und Steuerung technischer Prozesse von Maschinen und Anlagen. WinCC ist als Client-Server-System ausgeführt, das auf verschiedenen Versionen des Betriebssystems Microsoft Windows läuft. Mit WinCC sind sowohl einfache Einplatzanwendungen als auch komplexe Mehrplatzlösungen mit verteilten Clients und Servern realisierbar.
Wesentliche Produktmerkmale sind die frei projektierbare Bedienoberfläche zur Visualisierung und Bedienung von Maschinen und Anlagen, die Erfassung und Langzeitdatenhaltung von Messwerten, die Erfassung, Speicherung und Visualisierung von Alarmen und Meldungen sowie das Bereitstellen von Datenschnittstellen zu externen Systemen.
Die Basissoftware ist grundsätzlich branchenneutral konzipiert und wird für verschiedene Industrieanwendungen als SCADA-System eingesetzt. Typische Einsatzbereiche sind die Fertigungstechnik im Maschinenbau, die Automatisierung von verfahrenstechnischen Prozessen und die Steuerung und Visualisierung von Prozessen in Logistik-Systemen. Durch offene Schnittstellen, verfügbare Software-Optionen und projektspezifische Implementierung kann die Software an branchenspezifische Anforderungen angepasst werden. Typische Einsatzbereiche in Branchen sind:
- Produktionsanlagen in der chemischen, pharmazeutischen oder in der Nahrungsmittelindustrie sowohl für kontinuierliche Prozesse als auch für Batch-Verfahren
- Prozessvisualisierung und Steuerung in Kraftwerksanlagen, Öl- und Gasanlagen, für die Wasseraufbereitung und in Kläranlagen
- diskrete MMS-Einheiten in Fertigungsanlagen wie im Maschinenbau und in der Automobil- oder Automobilzulieferindustrie.
- Verkehrsleittechnik als Informationssystem bei der Überwachung von Autobahnen und Tunnelsystemen
- Fördertechnik als Visualisierungskomponente des Materialflusssystems z. B. bei der Überwachung und Steuerung von Postsortieranlagen oder Gepäckförderanlagen in Flughäfen.

### Bedienoberfläche

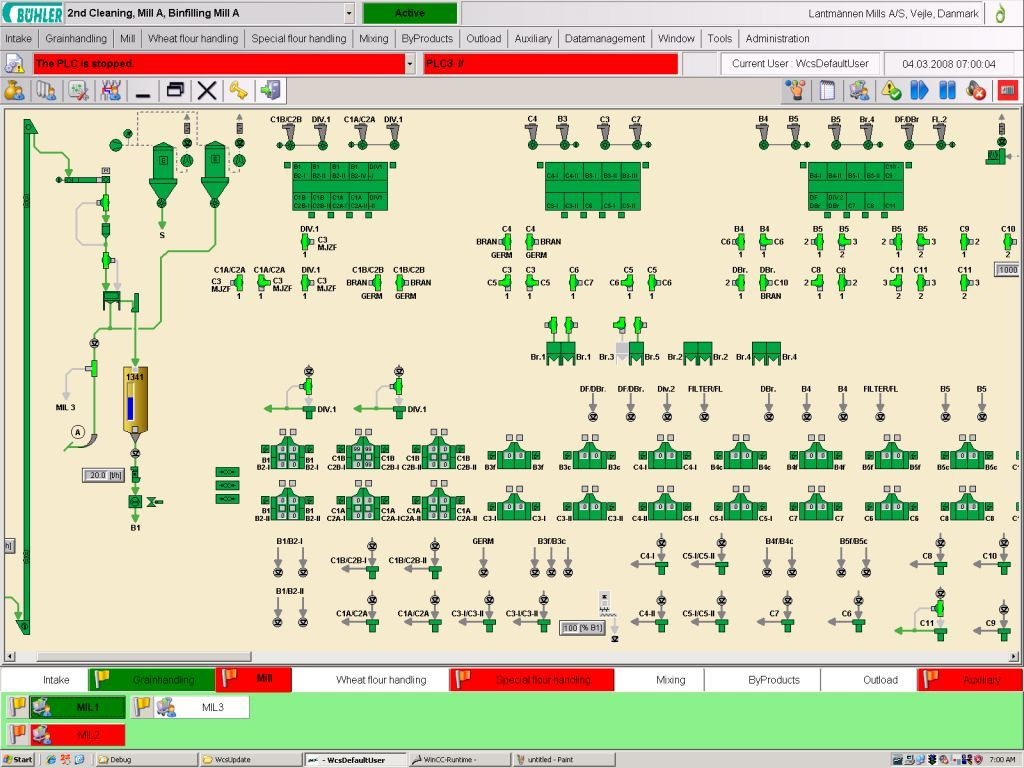
Visualisierung mit WinCC an einer Anlagensteuerung

Zur Prozessführung werden für den Einsatzzweck individuell projektierbare Bedienoberflächen eingesetzt. Die Software stellt hierfür einen Grafikeditor und eine Auswahl von Standardobjekten zur Verfügung (z. B. Grafikobjekte, Buttons, Check- und Radio-Boxes und Slider, Eingabe- und Ausgabefeld, Textlisten oder konfigurierbare ActiveX Controls für Alarme, Kurven und Tabellen). Diese Standardobjekte können um anwenderspezifische Objekte oder ActiveX Controls erweitert werden.
Objekte werden im Grafikeditor mit Prozesswerten und Befehlen verknüpft. Es werden z. B. Messwerte visualisiert oder Zustandsmeldungen von Ventilen angezeigt. Gleichzeitig ist es möglich, durch Benutzereingaben per Maus oder Tastatur diese Objekte zu steuern. Für die Zuweisung von Prozesswerten und Befehlen stellt die Software verschiedene Mechanismen zur Verfügung. Die einfachste Variante ist das direkte Verschalten von Prozessvariablen an ein Objekt zur Anzeige eines Wertes oder einer Statusinformation. Weitere Möglichkeiten sind das dialoggeführte Verschalten von Variablen über sogenannte „Wizards“ bis hin zur komplexen Szenarien, die über die integrierten Script-Sprachen C-Script und Visual Basic Scripting realisierbar sind. Vom Betriebssystem zur Verfügung gestellte oder andere externe Funktionen können dabei verwendet werden (Windows API). Über „globale“ Scripte und Aktionen können kontextunabhängige Funktionen wie zyklische Abfragen, getriggerte Ereignisse bis hin zu Script Libraries realisiert werden.
Texte in der Bedienoberfläche können mehrsprachig und zur Laufzeit umschaltbar ausgeführt werden. Es werden bis zu 34 verschiedene Sprachen in einer Visualisierungslösung unterstützt.

### Benutzerverwaltung
WinCC realisiert eine integrierte Benutzerverwaltung, mit der Zugriffsrechte sowohl bei der Projektierung als auch zur Laufzeit (z. B. in der so genannten Runtime-Bedienoberfläche) kontrolliert werden können. Es können 128 Benutzergruppen mit je bis zu 128 einzelnen Benutzern angelegt und verwaltet werden. Dabei können 999 verschiedene Berechtigungsstufen definiert werden, die wiederum den Benutzern und/oder Benutzergruppen zuzuweisen sind.

### Meldesystem
Die Software erfasst und speichert Prozessmeldungen und lokale Ereignisse in Archiven und stellt diese bei Bedarf gefiltert und sortiert zur Verfügung. Meldungen können direkt aus binären Informationen oder als Resultat einer Grenzwertüberschreitung bei Analogwerten gebildet werden. Die Archivierung, Protokollierung und die Meldestruktur sind frei parametrierbar.

### Archivierungssystem
Werteverläufe können in Prozesswertarchiven gespeichert werden. Diese Archivierung wird in einer Microsoft SQL Server-Datenbank realisiert. Die Werte werden verlustfrei komprimiert in der Datenbank gespeichert. Die Darstellung in der Bedienoberfläche kann über integrierte Objekte wie das Trend Control realisiert werden. Der direkte Zugriff auf diese Daten über optionale Schnittstellen durch externe Anwendungen ist möglich.

### Berichts- und Protokollsystem
Das Protokollsystem ermöglicht den layoutgesteuerten Ausdruck der erfassten Daten. Es umfasst verschiedene Protokolltypen wie z. B. Alarmprotokolle, Bedienprotokolle oder Anwenderberichte. Die Berichte können als Datei abgelegt und über eine Vorschau am Bildschirm angezeigt werden.

## Verbreitung
WinCC wurde in den Sprachen Englisch, Deutsch, Französisch, Spanisch, Italienisch, Chinesisch, Taiwanisch, Koreanisch und Japanisch veröffentlicht. Die Hauptabsatzmärkte der Software sind in Europa und Asien. Siemens nennt sich selbst in verschiedenen Druckschriften und Presseveröffentlichungen mit WinCC als Marktführer in Europa und weltweit als zweithäufigsteingesetztes HMI-System.
WinCC wird von Siemens im Prozessleitsystem SIMATIC PCS 7 als Basis eingesetzt. SIMATIC PCS 7 ist ein System mit skalierbarer Architektur für mittlere bis große Anlagen (bis zu 100.000 Ein- bzw. Ausgabe-Datenpunkte), welches Engineering Tools, Massendatenverarbeitung, Alarm Management und Asset Management integriert.

## Versionen
WinCC wird seit 1995 kontinuierlich weiterentwickelt. Die nachfolgende Tabelle bietet einen Überblick über veröffentlichte Versionen mit ihren jeweiligen Hauptmerkmalen. Dabei wurden Patches und Hotfixes nicht berücksichtigt. Im Jahr 2008 hat Siemens WinCC-Version 7.0 veröffentlicht.
| Version   | Jahr       | Meilenstein                                               | Hauptmerkmale |
| --------- | ---------- | --------------------------------------------------------- | --- |
| V1.0      | 1995       | Einführung von WinCC bei ausgewählten Kunden              | - Einplatzsystem |
| V1.1      | 27.08.1996 | Breitenvermarktung im deutschsprachigen Raum              | - 128, 256, 1024 oder 64.000 Variablen, Unterstützte Betriebssysteme: Windows 95 und Windows NT 3.51 |
| V1.11     | 13.09.1996 | Sprachversionen für Deutsch, Englisch und Französisch     | - Mehrsprachige Projektierung mit Online-Sprachumschaltung für Graphics Designer und Meldetexte |
| V3.0      | 1997       | Mehrplatzsystem mit Client-Server-Struktur                | - Mehrplatzsystem, - Integration in SIMATIC S7/STEP7/PCS 7, Unterstützte Betriebssysteme: Windows 95 und Windows NT 4 |
| V3.1      | 21.05.1997 | Funktionserweiterungen Graphics Designer                  | - Individuell projektierbare Anwenderobjekte, - Direktverbindung von Bedienelementen an Variablen |
| V4.0      | 1997       | Integration von OPC                                       | - Erweiterung der Kommunikation um z. B. Profibus DP und OPC, - Wizard Scripts zur Unterstützung der Dynamisierung von Objekten, Unterstützte Betriebssysteme: Windows 95/98 und Windows NT 4 |
| V4.01     | 1997       | Fehlerbereinigung, Konsolidierung von Hotfixes            | - Keine wesentliche Änderung am Funktionsumfang |
| V4.01 SP1 | 1997       | Fehlerbereinigung, Konsolidierung von Hotfixes            | - Keine wesentliche Änderung am Funktionsumfang |
| V4.02     | 1997       | Fehlerbereinigung, Konsolidierung von Hotfixes            | - Keine wesentliche Änderung am Funktionsumfang |
| V4.02 SP1 | 1998       | Sprachversionen für Chinesisch, Taiwanisch und Koreanisch | - Keine wesentliche Änderung am Funktionsumfang |
| V4.02 SP2 | 29.09.2000 | Fehlerbereinigung, Konsolidierung von Hotfixes            | - Keine wesentliche Änderung am Funktionsumfang |
| V4.02 SP3 | 09.04.2001 | Fehlerbereinigung, Konsolidierung von Hotfixes            | - Keine wesentliche Änderung am Funktionsumfang |
| V5.0      | 2000       | Multi-Clients mit mehreren Servern                        | - 6 Server an einem Client, - Verteilung der Verarbeitungsleistung, - Verbesserte Integration von WinCC und SIMATIC S7, Unterstütztes Betriebssystem: Windows NT 4 |
| V5.0 SP1  | 05.04.2000 | Leittechnik Optionen Basic Process Control und Storage    | - WinCC Kanal „System Info“ zur Auswertung von Systeminformationen |
| V5.0 SP2  | 28.02.2001 | Mischbetrieb Client / Multi-Client                        | - Siemens HMI Symbol Library, - Zentrales Meldefolgeprotokoll, Unterstützte Betriebssysteme: Windows 2000 und Windows NT 4 |
| V5.1      | 2002       | Sprachversionen für Italienisch und Spanisch              | - Excel Projektierungstool für Massendaten, - Erweiterung der Benutzerverwaltung |
| V5.1 SP1  | 07.10.2003 | Fehlerbereinigung, Konsolidierung von Hotfixes            | - Keine wesentliche Änderung am Funktionsumfang |
| V5.1 SP2  | 07.06.2004 | Fehlerbereinigung, Konsolidierung von Hotfixes            | - Keine wesentliche Änderung am Funktionsumfang |
| V6.0      | 29.04.2003 | Archivsystem auf Basis Microsoft SQL-Server 2000          | - Visual Basic for Applications (VBA) für die Automatisierung der Projektierung, - Visual Basic Script (VBScript) als Runtime-Skripting-Sprache, - neue Lizenz für 8192 Variable, Zooming/Panning und Decluttering, Unterstützte Betriebssysteme: Windows XP und Windows 2000 |
| V6.0 SP1  | 10.09.2003 | Fehlerbereinigung, Konsolidierung von Hotfixes            | - Keine wesentliche Änderung am Funktionsumfang |
| V6.0 SP2  | 10.05.2004 | OPC-XML-Funktionalität                                    | - 80.000 Archivvariable, Unterstützte Betriebssysteme: Windows XP, Windows 2000 und Windows 2003 Server |
| V6.0 SP3  | 16.03.2005 | Erweiterte Analysefunktionen                              | - Neue Lizenzierungssoftware, - Unterstützung für CFR21 Part 11, - Erweiterte Unterstützung von Quality Code und Variablenstatus |
| V6.0 SP4  | 23.12.2005 | Fehlerbereinigung, Konsolidierung von Hotfixes            | - Keine wesentliche Änderung am Funktionsumfang |
| V6.2      | 29.12.2006 | Erweiterungen im Redundanzkonzept                         | - Menüs und Symbolleisten in der Graphics-Runtime, - zentrale Prozessdatenarchivierung und Auswertung, - Neue Funktionalitäten bei der Kurvendarstellung, - verbesserter Betrieb mit Firewall und Virenscannern, Unterstützte Betriebssysteme: Windows XP, Windows 2000, Windows 2003 Server und Windows 2003 Server R2 |
| V6.2 SP2  | 08.10.2007 |                                                           | - Unterstützung von Internet Explorer 7 für DataNavigator und Web Navigator, - Projektierung von bis zu 150000 Meldungen je Server oder Einzelplatzsystem, - Erweiterungen im WinCC OPC A&E Server, - Lizenzkennungen (Autorisierungen) auf USB-Stick (vorher: 3,5"-Diskette), Unterstützte Betriebssysteme: Windows XP, Windows 2000, Windows 2003 Server und Windows 2003 Server R2 |
| V6.2 SP3  | 12.05.2009 | Ergänzung um weitere asiatische Sprachen                  | - Keine wesentliche Änderung am Funktionsumfang |
| V7.0      | 31.05.2008 | Unterstützt Windows Vista                                 | - Neue WinCC Controls, - .Net-Framework-Controls, - Objektorientiertes Engineering, - Verbesserter Text-Import/-Export, - neue Versionen des WinCC/Web Navigators |
| V7.0 SP1  | 12.03.2009 | Ergänzung um weitere asiatische Sprachen                  | - Keine wesentliche Änderung am Funktionsumfang |
| V7.0 SP2  | 16.09.2010 | Unterstützt Windows 7                                     | - Keine wesentliche Änderung am Funktionsumfang, Unterstützte Betriebssysteme: Windows Server 2008 32Bit (ohne R2) |
| V7.0 SP3  | 21.12.2011 | Unterstützt 64-Bit Betriebssysteme                        | - Keine wesentliche Änderung am Funktionsumfang, Unterstützte Betriebssysteme: Windows Server 2008 R2 SP1 (64Bit), Windows 7 SP1 (32Bit / 64Bit) |
| V7.2      | 06.03.2013 |                                                           | - Erweiterung im Graphik Designer - Unicode-Unterstützung - vereinfachte Projektierung des Variablenhaushaltes - neue Kommunikationskanäle - Erweiterung im Archiv System - Multitouch-Unterstützung |
| V7.3      | 18.07.2014 | Neue mobile Option für WinCC                              | - WinCC/WebUX – Mobiler, installationsfreier WinCC-Client - Mehr Effizienz im Engineering durch das WinCC Configuration Studio Unterstützte Betriebssysteme: Windows Server 2012, Windows 8 |
| V7.3 SE   | 10.10.2014 |                                                           | |
| V7.4      | 08.04.2016 |                                                           | - Verbesserter WebUX - Nahezu alle WinCC-Controls sind nun Webfähig |
| V7.5      | 08.10.2018 |                                                           | - Unterstützt Windows 10, Windows Server 2012 R2 und Windows Server 2016 - Erweiterte Funktionalität für objektorientierte Projektierung - Erweiterte Funktionalität für die Gestaltung der Laufzeit Oberfläche - Weitere Neuerungen |
| V7.5 SP1  | 14.11.2019 |                                                           | - Unterstützt Windows 10, Windows Server 2012 R2, Windows Server 2016 und 2019 - Zusätzliche Funktionen im WinCC Engineering und Configuration Studio - Neuerungen für WinCC Runtime und Optionen |
| V7.5 SP2  | 20.01.2021 |                                                           | Unterstützt diese Betriebssysteme: - Windows 10 Professional, Enterprise (64-bit) - Windows 10 LTSB 2015/2016, LTSC 2019 (64-bit) - Windows Server 2012 R2 (64-bit) - Windows Server 2016 (64-bit) - Windows Server 2019 (64-bit) Funktionsupdates: - Extended functions for user comments in Runtime - REST interface for accessing WinCC tags - Import of UDTs from TIA Portal - Optimizations in Engineering (keyboard shortcuts, drag-and-drop, multi-object generation in Graphics Designer, etc.) - Improved functionality for WinCC Audit (e.g. support of WebNaviagtor, etc., backup mechanisms, etc.) - Delta publish for WinCC WebNavigator - Optimizations in WebUX (64-bit architecture, performance improvements, function rounding, etc.) |
| V8.0      | 23.03.2023 |                                                           | Unterstützt diese Betriebssysteme: - Windows 10 Professional, Enterprise (64-bit) - Windows 10 LTSB 2015/2016, LTSC 2019 (64-bit) - Windows 11 Professional, Enterprise (64-bit) - Windows Server 2019 (64-bit) - Windows Server 2022 (64-bit) Funktionsupdates: - Funktionserweiterungen beim sicheren Betrieb der Anlage - WinCC Certificate Manager - WinCC Channel Diagnosis - ProDiag: Controls für die Überwachung mit ProDiag - Erweiterte Funktionalität bei Kommunikation und Schnittstellen - Redundante Systeme: Server-Status in verschachtelten Netzwerken - MindSphere-Verbindung über EU1-Broker - WinCC REST Kommunikation - Kommunikationskanal: WinCC Unified Channel |
| V8.1      | 22.10.2024 |                                                           | Unterstützt diese Betriebssysteme: - Windows 10 Professional, Enterprise (64-bit) - Windows 10 LTSC 2019 (64-bit) - Windows 11 Professional, Enterprise (64-bit) - Windows Server 2019 (64-bit) - Windows Server 2022 (64-bit) Funktionsupdates: - Kommunikation - Erweiterung des OPC UA Servers für Methoden - REST API unterstützt nun Multi-Client Szenarien - REST-Connector wird IT-Connector und bekommt zusätzliche Funktionen für REST und MQTT - REST API unterstützt Zugriff auf Alarme - WebUX - Unterstützung von Basic Process Control - Unterstützung des User Archive Controls - Erweiterte Funktionen für WinCC Controls (Drucken, Exportieren, ...) - Systemkonfiguration und Engineering - Unterstützung von verschachtelten Strukturen - Filterfunktionen im WinCC Explorer - Intelligente Suche innerhalb von WinCC - Runtime System - Backups während aktiver Runtime - Runtime Start und Stop ohne lösen der Datenbankverbindungen (Maintenance Stop) - Verbesserungen des 3D Controls - Erweiterungen der Funktionen von dynamischen SVGs (Animationen, Events) - Verbesserte Hantierung von Farben über die Farbpalette |

## Stuxnet-Wurm
Im Juli 2010 wurde ein Computerwurm mit dem Namen Stuxnet entdeckt, der für Angriffe auf WinCC- und PCS 7-Systeme spezialisiert ist. Nach Angaben der Computersicherheitsunternehmens Symantec handelt es sich dabei um den ersten Wurm, der Industriesysteme nicht nur ausspionieren, sondern auch deren Funktionsweise manipulieren kann. Der Wurm nutzt dazu die in WinCC fest einprogrammierten Zugangsdaten für den Microsoft SQL Server und vier verschiedene, ungepatchte Sicherheitslücken in Windows aus.
Im September 2010 erklärte der iranische Kommunikationsminister Resa Taghipur, dass im Iran rund 30.000 Computer von Stuxnet befallen seien, darunter auch Rechner des Kernkraftwerks Buschehr.
Da dieser Wurm nur unter großem Aufwand zu programmieren war, wird von Fachleuten wie Jewgeni Kasperski und anderen angenommen, dass er nicht von Privatpersonen, sondern von staatlichen Organisationen stammt.